# Daxie Dao
Daxie Dao (kinesiska: 大榭岛) är en ö i Kina. Den ligger i provinsen Zhejiang, i den östra delen av landet, omkring 180 kilometer öster om provinshuvudstaden Hangzhou. Arean är 28,2 kvadratkilometer. Den sträcker sig 6,9 kilometer i nord-sydlig riktning, och 6,9 kilometer i öst-västlig riktning.  Trakten runt Daxie Dao består till största delen av jordbruksmark.
Genomsnittlig årsnederbörd är 1 783 millimeter. Den regnigaste månaden är juni, med i genomsnitt 312 mm nederbörd, och den torraste är januari, med 53 mm nederbörd.